# Caruso (sociologia)

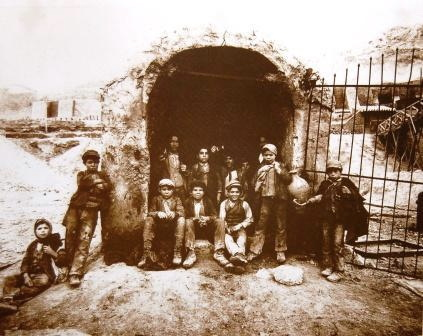
Sicilia: "carusi" all’imbocco di un pozzo della zolfara (1899).

Nella Sicilia dei secoli XIX e XX, il caruso (in siciliano: carusu) era un ragazzo, di età inferiore ai 14-15 anni, che veniva indirizzato al lavoro minorile, specialmente nelle solfare.

## Etimologia
Il termine carusu potrebbe derivare dal greco "kouros", che appunto significa "ragazzo" o dall'espressione latina "carens usu" (che significa: mancante di esperienza) 
  anche se una volta c'era la consuetudine di rasare completamente la testa dei giovanissimi lavoratori e tale tipo di taglio veniva definito in siciliano carusu. 
In Sicilia i figli, sia maschi sia femmine, secondo l'età venivano detti in successione picciriḍḍi ("bambini", 0-5 anni circa), carusi ("ragazzi", 6-14 anni circa), picciotti ("giovani", 15-21 anni circa). 

## Storia
(Canto popolare di Villalba)
Siccome in passato, a causa delle disagiate condizioni economiche, le famiglie mandavano a lavorare i propri figli ben presto, per renderli fonte pur di magro guadagno e per dare loro un mestiere, con l'occupazione, essi assumevano la configurazione di "garzoni" o "apprendisti".
Il lavoro e l'apprendistato dei ragazzi avvenivano da contadini, muratori, fabbri, falegnami, ciabattini, barbieri, minatori, ecc.: dovunque ci fosse da potere svolgere un'attività remunerativa.
I carusi impiegati nelle solfare venivano arruolati, con una tipologia di contratto chiamato soccorso morto, dalle povere famiglie di origine. Lavoravano, nelle buie gallerie delle solfare, dall'alba al tramonto in piccoli gruppi alle dipendenze del picconiere che li aveva "arruolati", senza alcun rispetto per la loro integrità e salute fisica.

(Booker T. Washington; (1912) The Man Farthest Down: A Record of Observation and Study in Europe)

## Il lavoro minorile

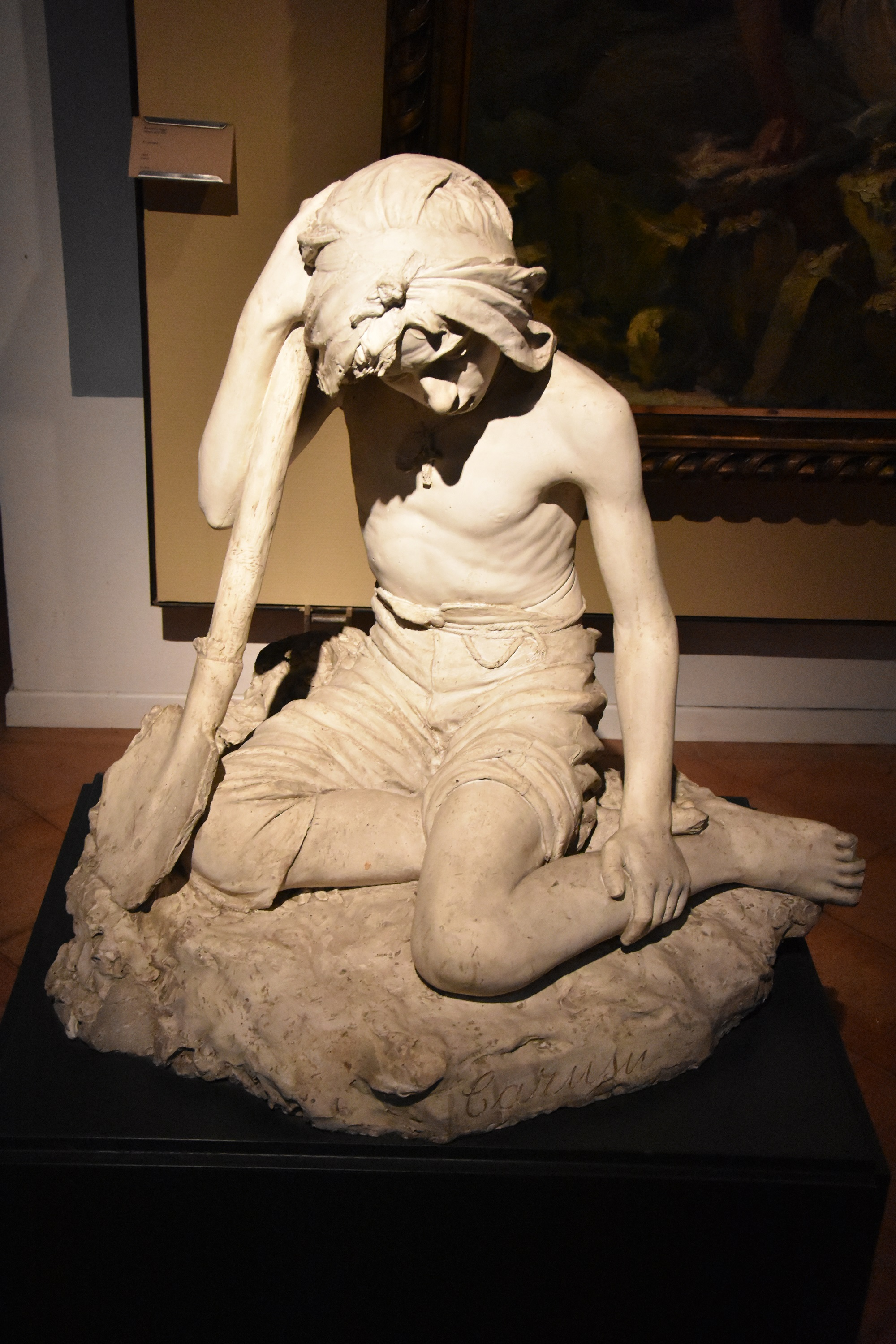
"U Carusu", scultura di Antonio Ugo

Il fenomeno del lavoro minorile è stato a lungo diffuso in tutta Italia, ed era una condizione endemica dopo l'unità d'Italia; dopo la pubblicazione di un'inchiesta sulle condizioni di lavoro nelle zolfatare siciliane del 1876, il termine "caruso" venne legato, nell'immaginario pubblico del resto d'Italia, proprio ai bambini che lavoravano nelle miniere di zolfo.
Secondo la legislazione dell'epoca, era illegale far lavorare un minore di 12 anni, anche perché una (allora) recente legge stabiliva che la scuola dovesse essere obbligatoria per i bambini fino alla terza elementare. Questa normativa veniva, comunque, violata. In genere la situazione di sfruttamento era gestita da lavoratori adulti, che prendevano i carusi come assistenti. Ai genitori dei carusi veniva corrisposto un pagamento anticipato di circa 100, 150 lire. La paga dei carusi era, però, di pochi centesimi al giorno, quindi la situazione di semi-schiavitù poteva protrarsi per anni.
Le condizioni di lavoro erano dure e inaccettabili secondo i criteri odierni di sicurezza; e il rispetto dei diritti umani, dell'infanzia e dei lavoratori era minimo se non nullo. I picconieri e i carusi lavoravano nudi, e gli abusi sessuali erano frequenti. L'orario di lavoro poteva arrivare a sedici ore giornaliere e i poveri sfruttati potevano subire maltrattamenti e punizioni corporali se accusati di furto (il più delle volte la colpevolezza era inesistente), o di scarso rendimento.
Al tema dello sfruttamento minorile si rifà un'opera del pittore siciliano Onofrio Tomaselli, intitolata proprio I Carusi, che si riferisce in particolare all'impiego di giovani braccia nelle zolfare siciliane, e una scultura di Antonio Ugo.

## Il termine nella cultura di massa
Il racconto di Giovanni Verga, Rosso Malpelo, descrive accuratamente le condizioni di vita dei carusi di miniera.
Solo alla metà del XX secolo questa situazione di sfruttamento si attenuerà per cessare negli anni fra il 1967 ed il 1970. Nei processi effettuati negli anni cinquanta sono emerse testimonianze raccapriccianti contro gli sfruttatori. In un incidente di miniera in una sola volta sono morti centocinquanta carusi e sulla stele che li ricorda ben ventotto erano senza nome.
Anche il racconto Ciàula scopre la Luna in Novelle per un anno di Pirandello tratta la storia di un caruso di miniera, che per la prima volta vede la luna nella notte, di cui aveva sempre avuto paura.
Il primo film del regista siciliano Aurelio Grimaldi intitolato La discesa di Aclà a Floristella analizzava proprio l'allucinante vita di un povero caruso, sfruttato e abusato nella miniera di Floristella.